# جودي ويلر
جودي ويلر (بالإنجليزية: Judith Roderick Wheeler)‏ هي عالمة نبات أسترالية، ولدت في 1944.